# Queso de Vidiago

Ubicación del concejo de Llanes en Asturias

El queso de Vidiago  es un queso de leche vacuna elaborado en la comunidad autónoma del Principado de Asturias, en España.

## Elaboración
Este queso se hace con leche de vaca de la propia explotación de la familia. La leche se recoge recién ordeñada, entera y con nata, se calienta en un bidón y se le añade el cuajo. Durante esta operación la leche está en permanente movimiento

## Características
Es un queso rectangular, blando, cuyo tamaño ronda el kilo. El interior o pasta es blanco y la corteza es fina, blanda y de color amarillo. Una vez cuajada, se corta en pequeños trozos  y se introduce en los moldes rectangulares. Estando en los moldes son movidos para favorecer la pérdida de suero, una vez desuerados se salan y se dejan madurar.

## Zona de elaboración
Este queso se elabora en la localidad llanisca de Vidiago por la familia Collera.